# La Grande (Oregon)
La Grande ist eine Kleinstadt im Union County, Oregon, USA. Die Stadt ist die Countyverwaltung des Union County. Früher hieß der Ort Brownsville. Der heutige Name lässt sich auf Charles Dause zurückführen, der die Schönheit der Gegend oft mit dem Begriff La Grande umschrieb. Das U.S. Census Bureau hat bei der Volkszählung 2020 eine Einwohnerzahl von 13.026 ermittelt.

## Geschichte
Der Oregon Trail ging durch La Grande. Der erste Siedler war Benjamin Brown 1861.

## Bildung
Im La Grande School District befinden sich die Schulen Central Elementary School, Island City Elementary School, Greenwood Elementary School, La Grande Middle School und La Grande High School. Außerdem gibt es mit der Eastern Oregon University eine Universität in La Grande.

## Medien
Die tägliche lokale Nachrichtenzeitung heißt The Observer. Es existieren einige Radiostationen.

## Verkehrsanbindung
Die Interstate 84 verläuft durch La Grande. Es existiert mit dem La Grande/Union County Airport ein Regionalflughafen.

## Persönlichkeiten
- Haley Thomas (* 1999), Fußballspielerin